# Solatius
Solatius war um 614 Bischof von Köln.

## Leben
Solatius wurde vermutlich im Jahr 611, spätestens aber 614 zum Bischof von Köln geweiht. Von ihm ist lediglich überliefert, dass er 614 an der Synode von Paris teilnahm. Er und sein übernächster Nachfolger Remedius sind die letzten Träger romanischer Namen im Amt des Kölner Bischofs. Bei Gelenius ist ein unbelegtes Todesdatum von Solatius überliefert.